# パチスロ蒼天の拳
パチスロ蒼天の拳（パチスロそうてんのけん）は、2010年5月にサミーが発売した5号機のパチスロ。原哲夫の漫画作品『蒼天の拳』とのタイアップ機。保安通信協会（保通協）における型式名は「蒼天の拳Z」。マイスロ対応機種。販売台数は2011年3月末時点で約92,000台。

## 概要
ゲーム性などは2004年にサミーが発売した「北斗の拳（以下、この記事では『北斗』と記す）」を完全継承した機種としており、ビッグボーナスとARTでコインを増やす仕様となっている。実際のゲーム性としては、同じサミーの「パチスロ交響詩篇エウレカセブン」に近い。有効ラインは下段を除く4ライン。
本機種では「北斗」に存在した「バトルボーナスへの予兆小役」も継承し、「スイカ」もしくは「中段チェリー（2チェ）」フラグ成立で「北斗カウンター」と呼ばれるカウント（32ゲーム）を表示する（スイカならドラム左側、2チェなら右側）。なおカウント中に再び小役フラグが成立すればカウンターは再び「32」に戻る。また通常ステージも「北斗」同様に「夕方（章烈山）ステージ」「夜（泰聖院）ステージ」の順で期待度がアップする仕組みとなっている。

## ARTとボーナス
「北斗」では「ボーナス柄揃い」でなければバトルボーナスに突入しなかったが、本機種では内部でARTフラグが当選することによって液晶演出でART突入を告知する仕組みとなっている。
「北斗」の「バトルボーナス」に相当するARTは「死合の刻（しあいのとき）」と呼ばれ、40ゲーム1セットで1ゲーム当たり1.7枚の増加（メーカー発表値）。準備ゲーム（平均で10ゲームぐらいだが、50ゲーム以上続くこともある）を経て特殊リプレイ（上段ラインの『ベル・チェリー・ベル』）成立で突入、最後の10ゲームは「北斗」の「ケンシロウ対ラオウ」同様に「蒼天」の主人公・霞拳志郎がバトルを行なって敗北しなければARTは継続。また「死合の刻」20連以上、もしくは特定条件が成立するとスペシャルART「天授の儀（てんじゅのぎ）」へと移行する（天授の儀は最低2セット）。バトル演出は「北斗」と違い1セットごとに対戦相手が変化する（「天授の儀」では劉宗武か紅華会の対決のみ）が、カメラワークなどは「北斗」を継承する部分も多い。このバトル時の対戦相手で継続期待度が変化する。なお「北斗」のバトルボーナスが「継続率を設定して継続するかどうかを抽選」していたのに対し、本機種のARTでは「小役成立で上乗せ抽選する方式」を採用している。ART中のステージ（1セットごとに内部状態により変化する）でこの上乗せ期待度が変化する。
ボーナスは2種類。「北斗揃い」に相当する「蒼天の拳」揃い（蒼天ビッグ）と「赤7揃い」に相当する「玉玲（白7）揃い」（玉玲ビッグ
）の2種類。共に305枚以上の獲得で終了するが、「蒼天ビッグ」であれば終了後は「天授の儀」へ無条件に突入。「玉玲ビッグ」でも最後の10ゲームはバトル演出となり、拳志郎が敗北しなければ「死合の刻」へ突入する。またビッグボーナス中には「青7揃い」の告知を行なう場合があり、見事揃えればARTの突入及び継続が確定する。

## ボーナス確率
| 設定 | 蒼天BIG | 白7BIG   | ART     | 合算    | 機械割 |
| ---- | ------- | -------- | ------- | ------- | ------ |
| 1    | 1/8192  | 1/1424.7 | 1/386.2 | 1/293.0 | 95.4%  |
| 2    | 1/8192  | 1/1394.3 | 1/366.3 | 1/280.1 | 96.4%  |
| 3    | 1/8192  | 1/1365.3 | 1/345.0 | 1/266.5 | 98.4%  |
| 4    | 1/8192  | 1/1310.7 | 1/319.0 | 1/248.8 | 100.3% |
| 5    | 1/8192  | 1/1285.0 | 1/291.6 | 1/231.0 | 105.4% |
| 6    | 1/8192  | 1/1236.5 | 1/253.6 | 1/205.1 | 111.7% |